# Río Kalmius
El río Kalmius (en ucraniano: Кальміус) es un corto río costero de Ucrania que discurre por el óblast de Donetsk y desemboca en el mar de Azov.
El Kalmius pasa por las ciudades de Donetsk, Kálmiuske (antes Komsomolske) y Mariúpol.